# Komarovskij
Komarovskij (in russo Комаровский?) è un villaggio della Russia europea sudorientale, situato nell'oblast' di Orenburg. Forma un'unità amministrativo-territoriale indipendente chiusa (ZATO) e un'entità municipale con lo stesso nome con lo status di circondario urbano ZATO Komarovskij. 
Si trova sul territorio del distretto amministrativo Jasnenskij (nella parte sud-orientale della oblast') ed è sotto la giurisdizione delle Forze missilistiche strategiche. L'aeroporto militare Jasnyj si trova vicino al villaggio.